# Tumba de la Virgen María
Iglesia del Sepulcro de Santa María, también llamada Tumba de la Virgen María (en hebreo: קבר מרים‎; en árabe: قبر السيدة العذراء مريم‎; en griego: Τάφος της Παναγίας; en armenio: Սուրբ Մարիամ Աստվածածնի գերեզման) o Iglesia de la Asunción (en latín: Ecclesia Assumptionis) en el valle de Cedrón en las cercanías de Jerusalén es, según la antigua tradición eclesiástica de los cristianos ortodoxos, el lugar "donde fue puesto el cuerpo de María", madre de Jesucristo. El sepulcro se encuentra a los pies del monte de los Olivos, cerca de la Basílica de Getsemaní. 
En el lugar se construyó una iglesia en el siglo IV, que fue reconstruida de nuevo por cruzados en el siglo XII, después de que Saladino la destruyera durante la conquista de Jerusalén. La cripta no fue dañada y se conserva desde entonces, dado que María también es honorada en el islam.
La iglesia actual es greco-ortodoxa y apostólica armenia, si bien también se permite venerar a ortodoxos coptos, a sirios ortodoxos y a etíopes ortodoxos. Por medio de una empinada escalera tras la fachada se puede descender a la tumba. Además, también se encuentran en el mismo sitio las tumbas de sus padres, Joaquín y Ana, y de su marido, José.
Junto a la entrada a la iglesia se encuentra la entrada a la gruta de la Traición de los católicos, donde presuntamente se produjo la detención de Jesús. 
Según una tradición de Jerusalén, la dormición de María tuvo lugar en el monte de Sion. Así lo recuerda la Iglesia católica de la Abadía de Hagia María.